# Сероцьк
Сероцьк (пол. Serock) — місто в центральній Польщі.
Належить до Легіоновського повіту Мазовецького воєводства.

## Демографія
Демографічна структура станом на 31 березня 2011 року:
|          | Загалом | Допрацездатний вік | Працездатний вік | Постпрацездатний вік |
| -------- | ------- | ------------------ | ---------------- | -------------------- |
| Чоловіки | 1931    | 434                | 1327             | 170                  |
| Жінки    | 2046    | 405                | 1251             | 390                  |
| Разом    | 3977    | 839                | 2578             | 560                  |

## Місто-побратим
Україна Опішня